# Velocidade calibrada
Velocidade calibrada (em inglês:  Calibrated airspeed ou CAS), em aerodinâmica, é a velocidade indicada corrigida pelos erros de posição e do instrumento.
Quando uma aeronave voa sob as condições ISA ao nível do mar (15 °C, 1013 hPa, 0% de umidade) a velocidade calibrada é igual à velocidade equivalente (EAS) e a velocidade verdadeira (TAS). Se não há vento, é também igual à velocidade de solo (GS). Sob quaisquer outras condições, a CAS pode diferir da TAS e da GS de uma aeronave. 
A velocidade calibrada em nós é normalmente abreviada como KCAS, enquanto que a velocidade indicada é abreviada como KIAS. 
Em algumas aplicações, especialmente utilizado pelos britânicos, a expressão velocidade retificada (em inglês:  rectified airspeed) é utilizada ao invés de velocidade calibrada.

## Aplicações práticas da CAS
A CAS possui duas aplicações primárias na aviação:
- Para navegação, a CAS é tradicionalmente calculada como um dos passos entre a velocidade indicada e velocidade verdadeira;
- Para o controle da aeronave, a CAS (e a EAS) são os pontos de referência primários, uma vez que elas descrevem a pressão dinâmica exercida nas superfícies de uma aeronave independente da densidade, altitude, vento ou outras condições. A EAS é utilizada como referência por engenheiros aeronáuticos, mas a EAS não pode ser apresentada corretamente em altitudes variáveis por um simples velocímetro (de cápsula única). A CAS é então um padrão para calibrar o velocímetro, de forma que a CAS seja igual à EAS nas condições de pressão ao nível do mar e é aproximada à EAS em altitudes maiores.

Com a expansão do uso dos sistemas de posicionamento global (GPS) e outros sistemas avançados de navegação na cabine de pilotagem, a primeira aplicação está perdendo importância rapidamente, pois os pilotos são capazes de ler a velocidade de solo (e comumente a velocidade verdadeira) diretamente, sem a necessidade de calcular anteriormente a velocidade calibrada. A segunda aplicação permanece crítica, entretanto, por exemplo, para um mesmo peso, uma aeronave irá rodar e subir a aproximadamente a mesma velocidade calibrada em qualquer elevação, mesmo que a velocidade verdadeira e velocidade de solo sejam muito diferentes. Estas velocidades "V" são normalmente fornecidas em IAS ao invés de CAS, para que o piloto possa lê-las diretamente do velocímetro.

## Cálculo a partir da pressão de impacto
Uma vez que a cápsula do velocímetro responde a pressão de impacto, a CAS é definida como uma função da pressão de impacto. A pressão estática e a temperatura aparecem como coeficientes fixos definidos por convenção como utilizando os valores do nível do mar em condições ISA. Acontece que a velocidade do som é uma função direta da temperatura, então ao invés de ter uma temperatura padrão, podemos definir uma velocidade do som padrão. 
Para velocidades subsônicas, a CAS é calculada da seguinte forma:
{\displaystyle CAS=a_{0}{\sqrt {5\left[\left({\frac {q_{c}}{P_{0}}}+1\right)^{\frac {2}{7}}-1\right]}}}
onde:
- {\displaystyle q_{c}} é a pressão de impacto
- {\displaystyle P_{0}} é a pressão padrão a nível do mar
- {\displaystyle {a_{0}}} é a velocidade do som padrão a 15 °C

Para velocidades supersônicas, onde ondes de choque se formam na frente do Tubo de Pitot, a seguinte fórmula de Rayleigh se aplica:
{\displaystyle CAS=a_{0}\left[\left({\frac {q_{c}}{P_{0}}}+1\right)\times \left(7\left({\frac {CAS}{a_{0}}}\right)^{2}-1\right)^{2.5}/\left(6^{2.5}\times 1.2^{3.5}\right)\right]^{(1/7)}}
A fórmula supersônica deve ser resolvida iterativamente, assumindo um valor inicial para {\displaystyle CAS} igual a {\displaystyle a_{0}}.
Esta fórmula funciona em qualquer unidade desde que os valores apropriados para {\displaystyle P_{0}} e {\displaystyle a_{0}} sejam escolhidos. Por exemplo, {\displaystyle P_{0}} = 1013.25 hPa, {\displaystyle a_{0}} = 661.48 nós. O coeficiente de expansão adiabática para o ar é considerado 1.4.
Esta fórmula pode ser usada para calibrar um velocímetro quando a pressão de impacto ({\displaystyle q_{c}}) e medida utilizando um manômetro de água. Utilizando este manômtro para medir os milímetros de água, a pressão de referência ({\displaystyle P_{0}}) pode ser considerada 10333 mm {\displaystyle H_{2}0}.
Em altitudes maiores, a CAS pode ser corrigida para o erro de compressibilidade para obter-se a velocidade equivalente (EAS). Na prática, o erro de compressibilidade é negligível abaixo de 10 000 ft (3 050 m) e 200 kn (370 km/h).